# مایناگوری
مایناگوری (به انگلیسی: Mainaguri) یک منطقهٔ مسکونی در هند است که در Maynaguri community development block واقع شده‌است. مایناگوری ۱۲٫۳۸ کیلومتر مربع مساحت و ۳۰٬۴۹۰ نفر جمعیت دارد و ۸۴ متر بالاتر از سطح دریا واقع شده‌است.